# Mega-Země

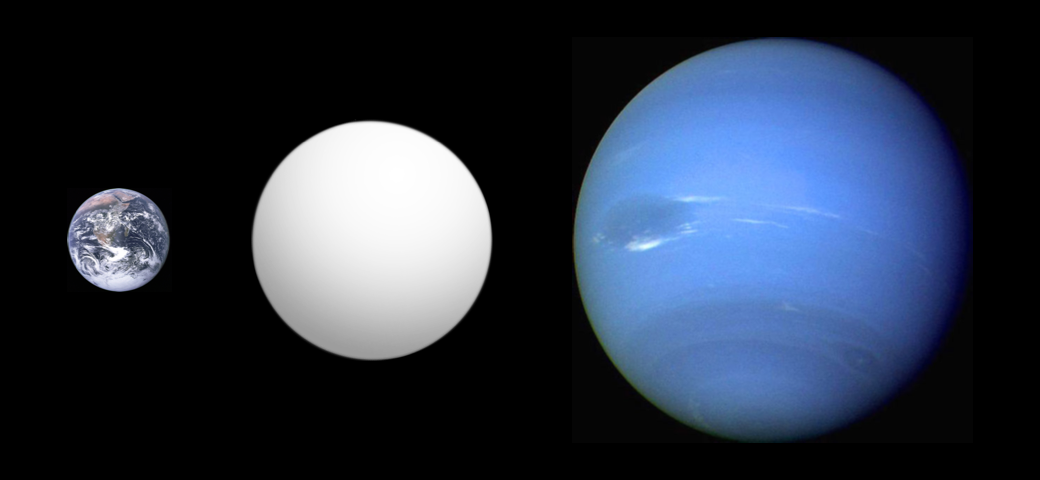
Srovnání velikostí Kepler-10c se Zemí a Neptunem

Mega-Země je navrhovaný neologismus pro masivní terestrickou exoplanetu s hmotností alespoň desetkrát větší než Země. Mega-Země by byla podstatně hmotnější než super-Země (terestrické a oceánské planety s hmotností kolem 5–10 Zemí). Termín "mega-Země" byl poprvé zaveden v roce 2014, kdy byla planeta Kepler-10c prezentována jako planeta o hmotnosti podobné Neptunu, ale s hustotou výrazně vyšší než hustota Země. Později však bylo zjištěno, že jde spíše o běžnou planetu bohatou na těkavé látky s hmotností těsně pod touto hranicí.

## Příklady

### Kepler-10c
Kepler-10c byla první exoplanetou klasifikovanou jako mega-Země. V době objevu byla její hmotnost odhadována na přibližně 17násobek hmotnosti Země a poloměr na přibližně 2,3násobek poloměru Země. To jí přisuzovalo vysokou hustotu, která naznačovala převážně skalnaté složení. Pozdější analýzy však ukázaly nižší hmotnost okolo 7,4násobku hmotnosti Země, což ji řadí spíše mezi planety bohaté na těkavé látky.

### K2-56b
K2-56b, také označovaná jako BD+20594b, je pravděpodobným kandidátem na mega-Země. Její hmotnost činí přibližně 16násobek hmotnosti Země a poloměr 2,2násobek poloměru Země.

### Kepler-145b
Kepler-145b patří mezi nejhmotnější planety klasifikované jako mega-Země, s hmotností 37,1násobku hmotnosti Země a poloměrem 2,65násobku poloměru Země. Pravděpodobně se skládá z hornin a železa bez výrazného podílu těkavých látek.

### PSR J1719−1438 b
PSR J1719−1438 b je nejhmotnější známou mega-Zemí s hmotností okolo 330násobku hmotnosti Země a poloměrem menším než 4násobek poloměru Země. Jedná se o pulsarovou planetu, pravděpodobně složenou převážně z krystalického uhlíku.